# Beša (Nitra)
|  | No s'ha de confondre amb Beša (Košice). |

Beša és un poble i municipi d'Eslovàquia que es troba a la regió de Nitra, a la frontera dels districtes de Levice i Nové Zámky. al sud-oest del país.

## Història
La primera menció escrita de la vila es remunta al 5 de juliol de 1292.

## Demografia
| Godina             | 1994 | 2004   | 2014   | 2024   |
| ------------------ | ---- | ------ | ------ | ------ |
| Nombre de persones | 704  | 666    | 650    | 635    |
| Diferència         |      | −5,39% | −2,40% | −2,30% |

| Godina             | 2023 | 2024   |
| ------------------ | ---- | ------ |
| Nombre de persones | 626  | 635    |
| Diferència         |      | +1,43% |